# Lumbricalus harrisae
Lumbricalus harrisae är en ringmaskart som beskrevs av Carrera-Parra 2004. Lumbricalus harrisae ingår i släktet Lumbricalus och familjen Lumbrineridae. Inga underarter finns listade i Catalogue of Life.